# Bihor-Gebirge

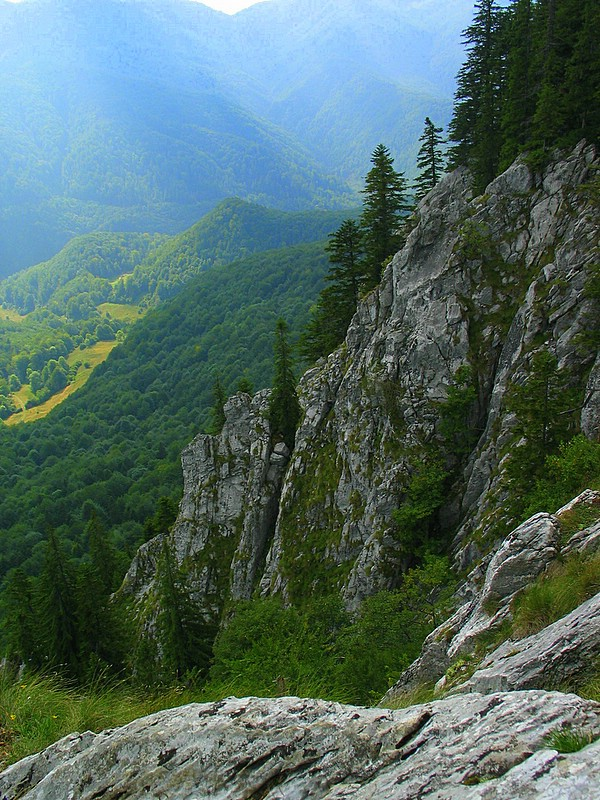
Landschaft im Bihor-Gebirge

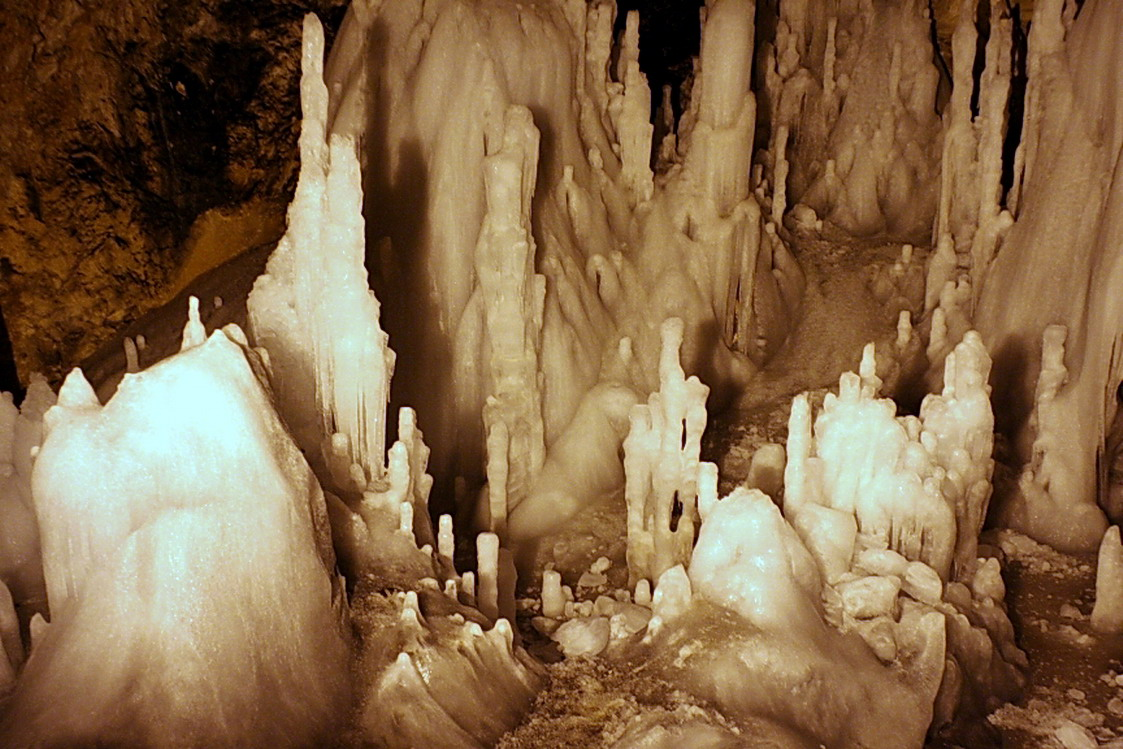
Scărișoara-Höhle bei Ghețar

Das Bihor-Gebirge (deutsch auch Bihargebirge; rumänisch Munții Bihorului; ungarisch Bihar-hegység) ist ein Gebirgszug an der Westgrenze Siebenbürgens und höchster Bestandteil des Apuseni-Gebirges in Rumänien.

## Abgrenzung
Das Bihor-Gebirge wird begrenzt
- im Norden vom Vlădeasa-Gebirge (Munții Vlădeasa), das manchmal dem Bihorgebirge zugerechnet wird (Munții Bihor-Vlădeasa),
- im Nordosten von den Gilăuer Bergen (Munții Gilăului),
- im Osten vom Muntele-Mare-Massiv,
- im Südosten und Süden vom Siebenbürgischen Erzgebirge  (Munții Metaliferi) sowie vom Găina-Massiv (ebenfalls manchmal zum Bihorgebirge gezählt),
- im Westen vom Codru-Moma-Gebirge (Munții Codru-Moma),
- im Nordwesten von der Beiuș-Senke (Depresiunea Beiuș).

## Beschreibung
Der Hauptkamm des recht stark gegliederten Gebirgszugs erstreckt sich bogenförmig von Norden nach Südosten. Höchste Erhebung ist der 1849 m hohe Curcubăta Mare. Insbesondere der nördliche Teil des Gebirges zeigt ausgeprägte Karsterscheinungen, was sich im Vorkommen einer Vielzahl von Höhlen und Karstquellen äußert. 
Das Bihor-Gebirge ist – abgesehen von den wenigen oberhalb der Baumgrenze gelegenen Arealen und den Weideflächen – stark bewaldet, wobei der Anteil von Nadelwald größer ist als in den meisten anderen rumänischen Gebirgen.

## Bevölkerung
Das Gebirge und seine unmittelbare Umgebung sind fast ausschließlich von Rumänen bewohnt, wobei insbesondere im östlichen Teil zahlreiche Motzen siedeln. 
Während in den Randgebieten größere, geschlossene Ortschaften dominieren, gibt es im Inneren des Gebirges unzählige kleine Hirten- und Holzfällersiedlungen.

## Wirtschaft
Das Bihor-Gebirge ist geprägt von der Weide- und Forstwirtschaft. Ackerbau ist nur in den Randgebieten möglich, Industrie kaum vorhanden. Eine zunehmende Rolle spielt der Tourismus.

## Verkehr
Am Südrand des Gebirges verläuft eine weniger bedeutsame Eisenbahnstrecke (Arad–Brad). Die Schmalspurbahn von Turda nach Abrud ist seit 1999 stillgelegt. 
Durch das Bihor-Gebirge verläuft die Fernverkehrsstraße Drum național 75 von Ștei über den Vârtop-Pass (1160 m) nach Turda. 
Abseits der wenigen asphaltierten Straßen sind viele kleinere Siedlungen im Gebirge nur auf unbefestigten Fahrwegen oder auf Fußpfaden erreichbar.

## Sehenswürdigkeiten
- Cetățile Ponorului (große Karsthöhlen mit unterirdischen Flüssen)
- Peștera Urșilor ("Bärenhöhle" mit Tropfsteinen)
- Peștera Scărișoara (Eishöhle)

## Einige Ortschaften im Gebirge und in der Umgebung
- Brad (Tannenhof)
- Vașcău
- Ștei
- Nucet
- Băița
- Arieșeni
- Avram Iancu
- Câmpeni (Topesdorf)
- Abrud (Großschlatten)